# Дроботько, Виктор Григорьевич
Виктор Григорьевич Дроботько (укр. Віктор Григорович Дроботько; 23 ноября 1885, Дегтяри — 10 сентября 1966, Киев) — украинский советский учёный-микробиолог, доктор биологических наук (1936), профессор (1945), академик АН УССР (1948), заслуженный деятель науки УССР (1966). Создатель новых антибиотиков (иманин, новоиманин).

## Биография
Родился в семье фельдшера.
В 1913 году окончил медицинский факультет Императорского Киевского университета Св. Владимира.
Работал земским врачом. В 1925—1931 — научный сотрудник Киевского бактериологического института.
С 1931 года работал в Институте микробиологии им. Д. К. Заболотного в Киеве. В 1944—1962 — директор этого института.
Скончался 10 сентября 1966 года, похоронен на Байковом кладбище Киева.

## Научная деятельность
В. Г. Дроботько — автор более 100 научных трудов по вопросам химиотерапии инфекционных заболеваний, микробиологии риносклеромы, метаболизма бактерий желудочно-тифозной группы, пищевых отравлений, антибиотиков растительного происхождения и др.
Под руководством В. Г. Дроботько была раскрыта природа неизвестного до тех пор грибкового заболевания лошадей — стахиботриотоксикоза, разработаны эффективные меры борьбы с ним.
Учёный занимался проблемой фитонцидов; вместе с сотрудниками получил несколько новых антибиотиков, в том числе иманин и новоиманин, которые широко используются в медицинской практике при лечении ожогов, процессов нагноения и т. п., разработал методы дифференцированной окраски микроорганизмов, синтетические питательные среды, сконструировал удобный и простой фильтр для работы с фагом.

## Награды
- орден Ленина (23.01.1948)